# Druga wojna światowa (pamiętniki)
Druga wojna światowa – sześciotomowe pamiętniki wojenne Winstona Churchilla pisane w latach 1948-1953, opisujące wydarzenia związane z wybuchem, przebiegiem i konsekwencjami II wojny światowej, z punktu widzenia przywódcy politycznego państw sprzymierzonych. 
W 1953 roku Churchill otrzymał za to monumentalne dzieło literacką nagrodę Nobla. 

## Opis
Winston Churchill w latach II wojny światowej był premierem Wielkiej Brytanii. Wielokrotnie z podziwem wyraża się on na łamach swoich pamiętników o odwadze żołnierzy, także polskich. Esencję jego dzieła stanowi jednak obszerna relacja, opisująca polityczne kulisy wielkiej wojny, szczególnie z perspektywy zawiązanego sojuszu antyhitlerowskiego. 
Licznie przytaczane dokumenty, w tym wojskowa korespondencja z dowódcami wojsk i politykami, podnoszą historyczną wiarygodność pamiętników Churchilla. Autor nie pretenduje też do oceniania sytuacji, stara się jedynie opisywać wydarzenia. Co prawda nie kryje emocji, np. bólu związanego z kapitulacją Singapuru, jednakże powstrzymuje się od osądzania. Dzięki takiemu stylowi relacji wydarzeń oraz pozycja autora, bezsprzecznego twórcy ówczesnej historii, nadają pamiętnikom wielkie znaczenie, dając im mocną pozycję wśród klasycznych dzieł tego rodzaju. 

Ograniczam się do przytaczania, w dobrej wierze, suchych faktów i dokumentów pisanych w owym czasie. Daję czytelnikowi materiał, z którego sam może wysnuwać wnioski.